# Oecetis unicolor
Oecetis unicolor là một loài Trichoptera trong họ Leptoceridae. Chúng phân bố ở miền Australasia.